# باوزيت

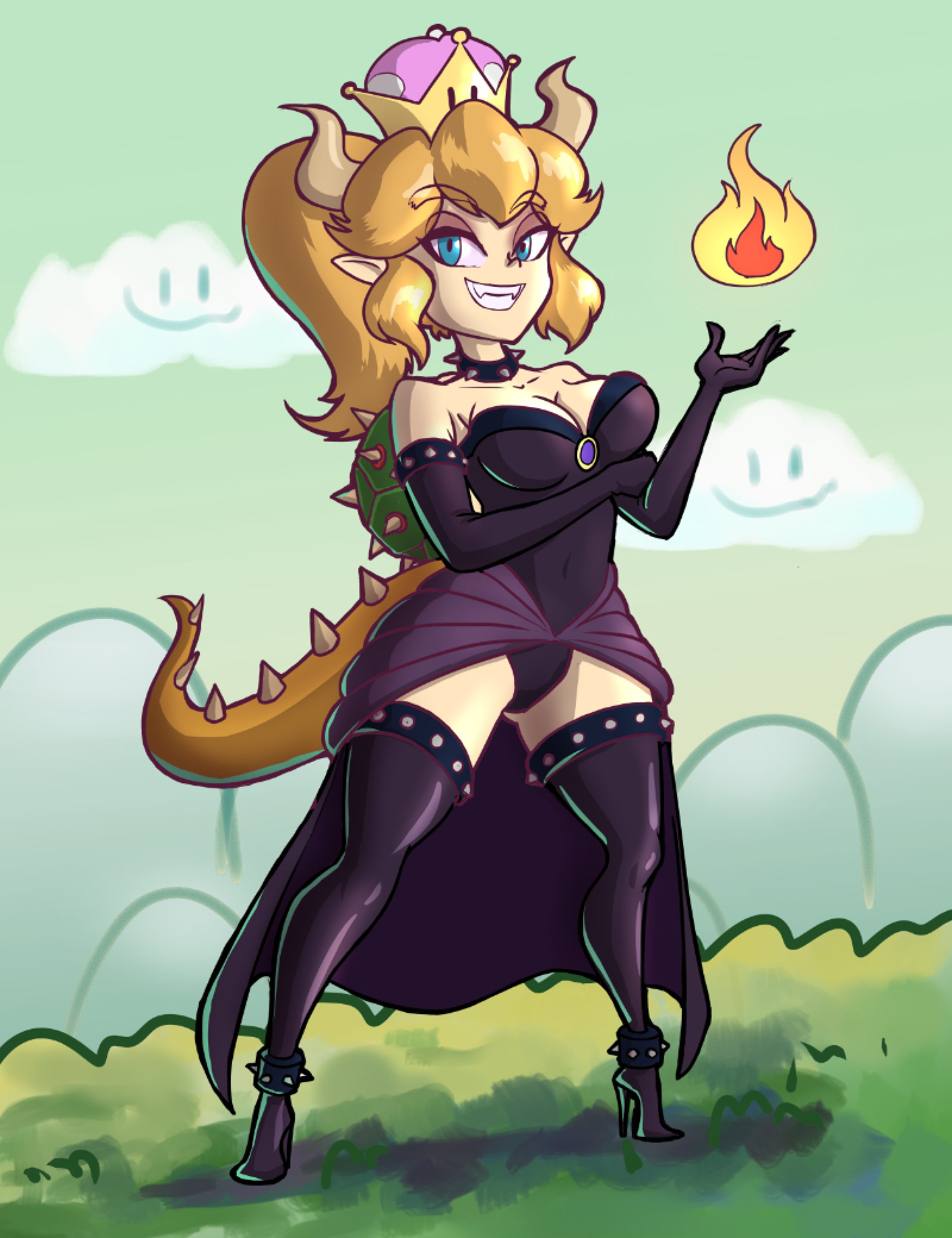
واحد من ضمن الإصدارات لشخصية باوزيت، وتظهر فيه الشخصية بذيل مسنن

باوزيت أو كوبا-هايم (باليابانية: クッパ姫) هي عبارة عن نسخة من صنع المعجبين وهي نسخة مجسمة ومُعدّلة من حيث الجنس من شخصية ماريو وباوزر، والتي تحول فيها ليصير أشبه بشخصية أميرة بيتش باستخدام الطاقة. تم إنشاء الشخصية في 19 سبتمبر 2018، بواسطة فنان ماليزي يُدعى Ayyk92 كجزء من مقطع كوميدي نشره على الإنترنت. وسرعان ما ارتفعت شعبية باوزيت على المستوى العالمي، وراجت وسوم عنها باللغتين الإنجليزية واليابانية على تويتر. كما شارك العديد من الفنانين اليابانيين المحترفين في عروضهم الخاصة للشخصية. وعادة ما يتم تصوير باوزيت على أنها امرأة شقراء قوقازية لها قرون وأنياب وياقة مسننة مع شرائط متطابقة وفستان أسود بدون حمالات.
لاحظ الصحفيون هذا الرواج للشخصية وتفاجئوا من استمراره لفترة طويلة على مواقع التواصل الاجتماعي، ونسبوا ذلك إلى عوامل متعددة مثل مظهر الشخصية وجاذبيتها أو الرغبة المحتملة من قبل المعجبين في مفاجئة مسئولي صفحات وسائل التواصل الاجتماعي الخاصة بنينتندو. وأشار البعض إلى أن الكثير من الأعمال الفنية التي نشأت عن هذا الرواج كانت إباحية فقط، في حين سارع آخرون في التأكيد على أن بعض تلك الأعمال كانت مفيدة. وقد أدت شعبية باوزيت السريعة إلى ظهور شخصيات أخرى من صنع المعجبين في سياق مماثل في فترة زمنية قصيرة، ويعتمد كل منها على شخصية من شخصيات نينتندو الموجودة. وفي اليابان، أثيرت مخاوف بشأن قانونية الشخصيات التي يصنعها المعجبون بموجب قانون حقوق النشر الياباني.

## خلفية
تم إنشاء سوبر ماريو بواسطة نينتندو في عام 1985؛ وهو عبارة عن سلسلة طويلة من ألعاب المنصات، وتدور أحداثها بشكل أساسي حول بطل الرواية ماريو وشخصيات أخرى قابلة للعب بها مثل شقيقه لويجي الذي ينقذ الأميرة المخطوفة الأميرة بيتش من الخصم الأساسي باوزر. ومع تقدم اللاعب، يمكنه جمع عناصر تعزيز القوة داخل اللعبة والتي تتيح لشخصية اللاعب اكتساب قدرات أو أشكال جديدة. وخلال بث عرض نينتندو دايركت المسجل مسبقًا في سبتمبر 2018، عرضت نينتندو مقطعاً دعائياً لإعادة إصدار نيو سوبر ماريو برذرز يو من أجل نينتندو سويتش، والذي أظهر شخصية توديت كخيار جديد للعب، وقوة جديدة حصرياً لها هي التاج الخارق، والذي عندما يتم التقاطه، فإنه يحول تودت إلى "بيتشيت"؛ وهو شكل يشبه الأميرة بيتش ولكن مع تسريحة شعر تودت وغيرها من المميزات الخاصة.
أدى إزاحة الستار عن بيتشيت إلى تكهنات ونظريات من قبل المعجبين حول كيفية عمل عنصر التاج الخارق في عالم اللعبة. وبعد فترة وجيزة، نشر الفنان Ayyk92 مقطعاً هزلياً من أربع لوحات للمعجبين على ديفيانت آرت وتويتر ويظهر فيها ماريو وباوزر مصابين بخيبة أمل بعد رفض مقترحات الزواج المتزامنة إلى بيتش، في إشارة إلى نهاية سلسلة ملحمة سوبر ماريو. ومع ذلك، بينما كان ماريو يواسيه، يكشف باوزر أنه يحمل قوة التاج الخارق، وفي اللوحة الأخيرة، يظهر الاثنان وهما يسيران خلف بيتش ولويجي اللذان كانا يلعبان التنس، مع تحول باوزر إلى شخصية مؤنثة تشبه بيتش ولكن ترتدي فستان أسود بدون حمالات وأنياب وقرون كبيرة بارزة من جانبي رأسها وملابس باوزر وقوقعة.
ونظراً لأنه لم يذكر اسم الشخصية في الفيلم الهزلي الأصلي؛ فقد أطلق عليها المعجبون الناطقون بالإنجليزية اسم "باوزيت"، وسرعان ما انتشر وسم ذو صلة على تويتر؛ حيث حشد أكثر من 150.000 مشارك ومعجب بعد فترة وجيزة، بخلاف بعض التعديلات التي تعطي الشخصية بشرة داكنة أو شعر أحمر مستوحى من شخصية باوزر الأصلية. وأفاد كل من موقعي بورن هاب ويوبورن عن زيادة كبيرة في عمليات البحث عن الشخصية عليهما بنسبة 500000 و2900٪ على التوالي، وبحلول نهاية عام 2018 كان المصطلح التاسع الأكثر بحثاً على الموقع مع 34.6 مليون عملية بحث. تنتشر الشخصية أيضاً بين مستخدمي تويتر اليابانيين تحت اسم كوبا-هايم (ومعناها "الأميرة كوبا")؛ وذلك بسبب مساهمة العديد من الفنانين اليابانيين المعروفين في رسم الشخصية.